# بول (دائرة انتخابية في المملكة المتحدة)
بول  (بالإنجليزية: Poole)‏ هي إحدى الدوائر الانتخابية في المملكة المتحدة الممثلة في مجلس العموم في برلمان المملكة المتحدة.
عضو البرلمان الذي يمثلها حالياً هو :Mr Robert Syms (Con).